# 店子镇 (兴和县)
店子镇，是中华人民共和国内蒙古自治区乌兰察布市兴和县下辖的一个乡镇级行政单位。

## 行政区划
店子镇下辖以下地区：
店子村、喇嘛营村、朱家营村、东营子村、石夭沟村、二道梁村、白家营村、牙代营村、芦家营村、王家营村、各胡夭村、三道边村、古城村、南湾村、西湾村、芦尾沟村、北沙滩村、二道营村、南口村和旧马屯村。